# Méréville (Essonne)
Méréville ist eine Ortschaft und eine ehemalige französische Gemeinde mit 3.163 Einwohnern (Stand 1. Januar 2022) im äußersten Südwesten des Départements Essonne in der Region Île-de-France.
Mit Wirkung vom 1. Januar 2019 wurden die ehemaligen Gemeinden Estouches und Méréville zur Commune nouvelle Le Mérévillois zusammengeschlossen, in der die früheren Gemeinden den Status einer Commune déléguée haben. Der Verwaltungssitz befindet sich im Ort Méréville.

## Lage und Klima
Méréville liegt am Fluss Juine in der alten Kulturlandschaft der Île-de-France in einer Höhe von ca. 100 m. Die französische Hauptstadt Paris liegt knapp 84 km (Fahrtstrecke) nordöstlich; die Stadt Étampes befindet sich ca. 17 km nordöstlich. Das Klima ist gemäßigt; Regen (ca. 600 mm/Jahr) fällt übers Jahr verteilt.

## Bevölkerungsentwicklung
| Jahr      | 1800  | 1851  | 1901  | 1954  | 1999  | 2015  |
| Einwohner | 1.454 | 1.702 | 1.562 | 1.580 | 3.066 | 3.164 |

Die annähernde Verdopplung der Einwohnerzahl zwischen 1954 und 1999 ist hauptsächlich auf die relative Nähe zum Großraum Paris zurückzuführen, der vom ca. 8 km westlich gelegenen Bahnhof Angerville in ca. 45 min zu erreichen ist. Ein großes Neubauviertel ist im Osten der Ortschaft entstanden.

## Wirtschaft
In früheren Jahrhunderten lebten die Bewohner des Ortes und des Umlandes als Selbstversorger von den Erträgen ihrer Felder und Gärten; in geringem Umfang wurde auch Viehzucht betrieben. Im Ort selbst ließen sich Tagelöhner, Handwerker, Kleinhändler und nieder. Heute gilt Méréville als Hauptstadt des Anbaus von Brunnenkresse (cresson) in Frankreich.

## Geschichte
Méréville existierte wohl schon in der Spätantike. Im Mittelalter gehörte der in Urkunden Merezvilla oder Merelisvilla genannte Ort zur Vizegrafschaft Étampes; im 16. Jahrhundert kam er an das Herzogtum Berry, das jedoch kurz darauf de facto an die Krone zurückfiel.
Während des Zweiten Weltkriegs wurde Méréville vom 13. Juni 1040 bis 16. August 1944 durch die Deutsche Wehrmacht besetzt.

## Sehenswürdigkeiten
Siehe auch: Liste der Monuments historiques in Méréville (Essonne)
- Kirche Saint-Pierre-ès-Liens mit frühgotischem Glockenturm (um 1140–1160)
- Markthalle (1. Hälfte 16. Jh.), seit 1921 Monument historique[5]
- Schloss Méréville, zwischen 1768 und 1794 erbaut, heute Museum, seit 1977 Monument historique[6]
- Trajanssäule (erbaut um 1790)
- Waschhaus (18. Jh.) seit 1977 Monument historique[7]
- Mühlenbrücke (17. Jh.), seit 1979 Monument historique[8]

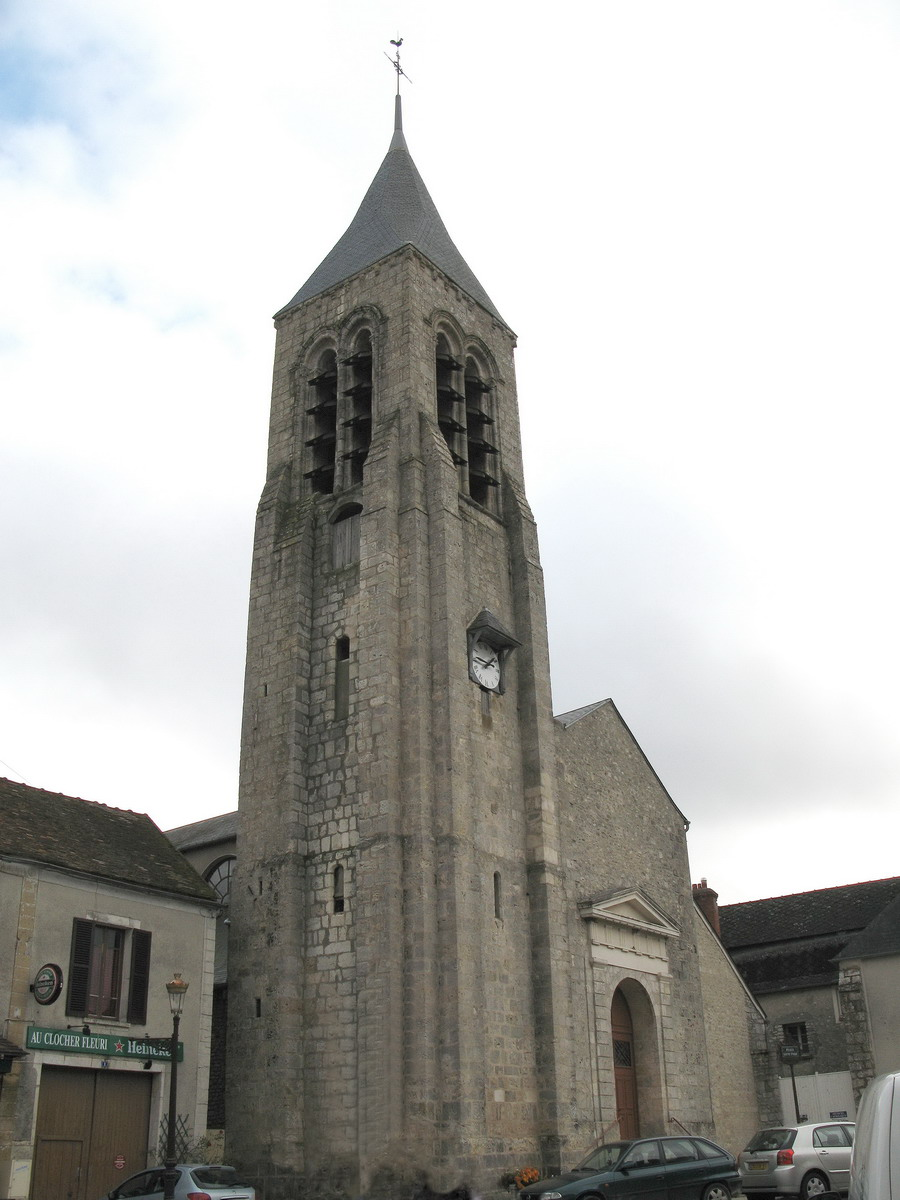
Saint-Pierre-ès-Liens
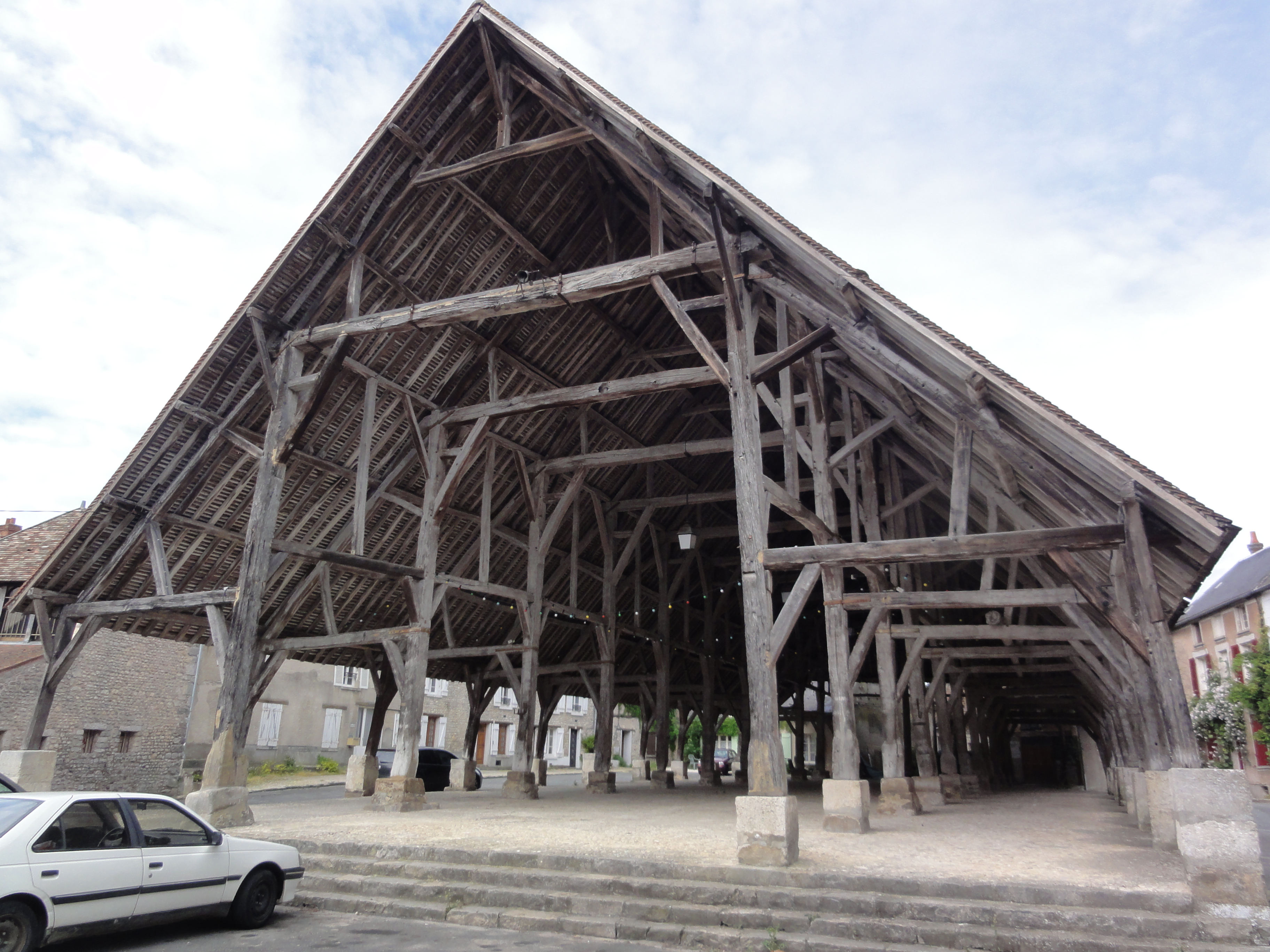
Markthalle (halle)
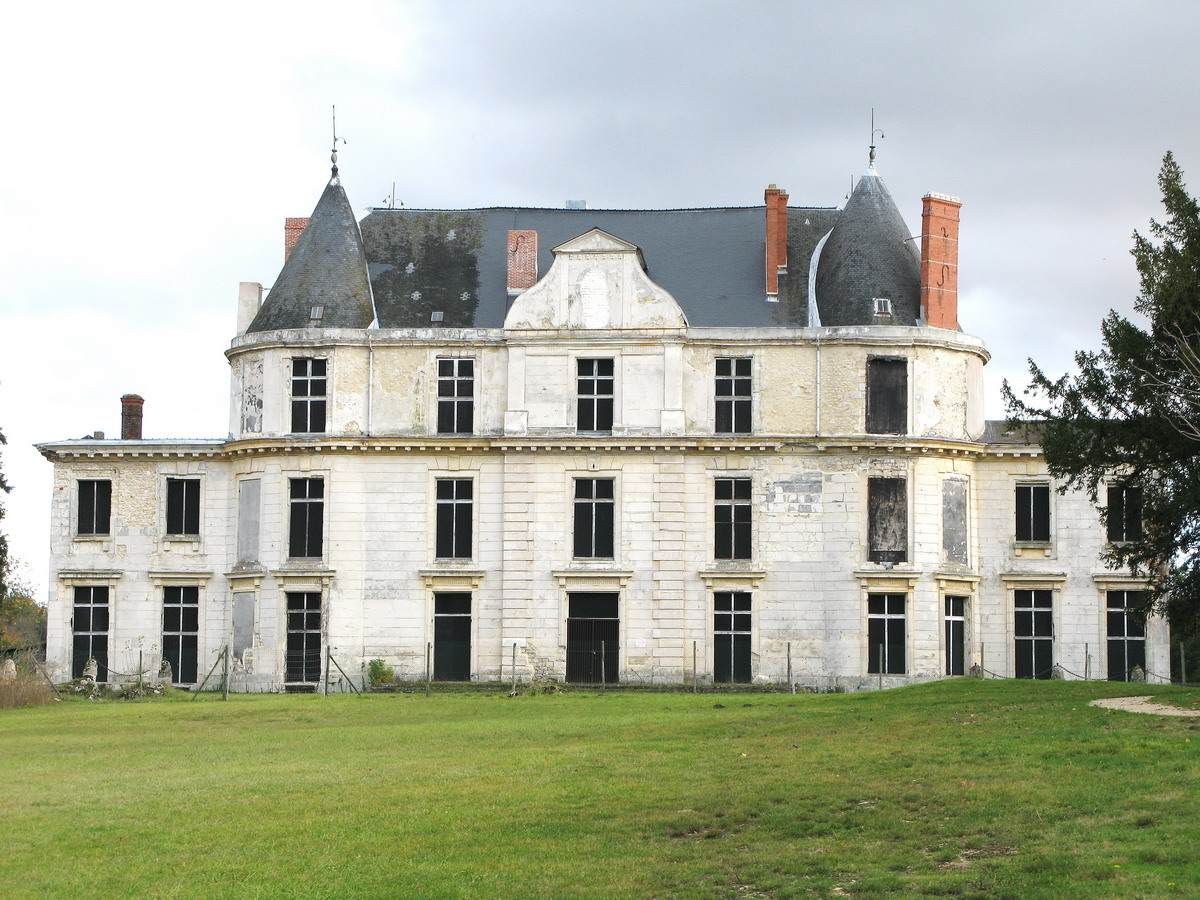
Château de Méréville
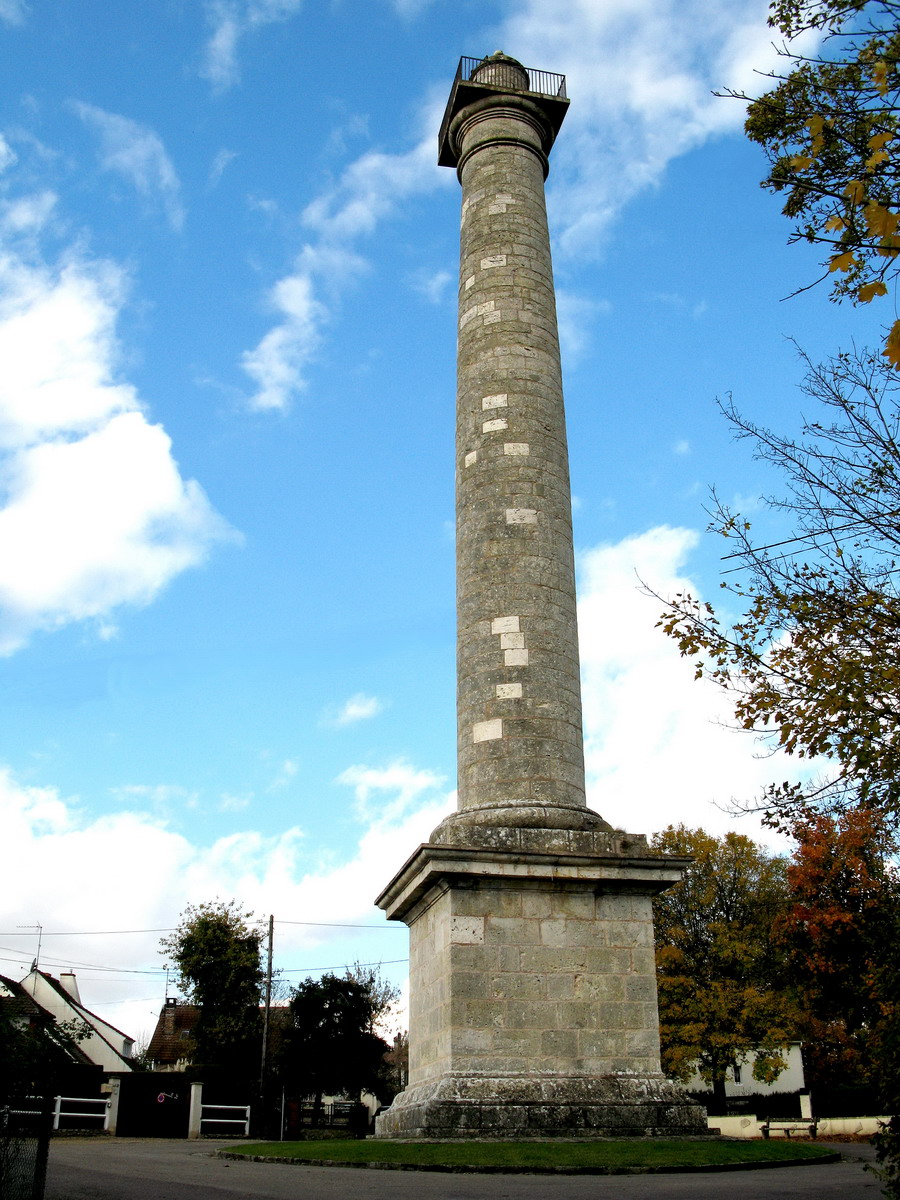
„Trajanssäule“
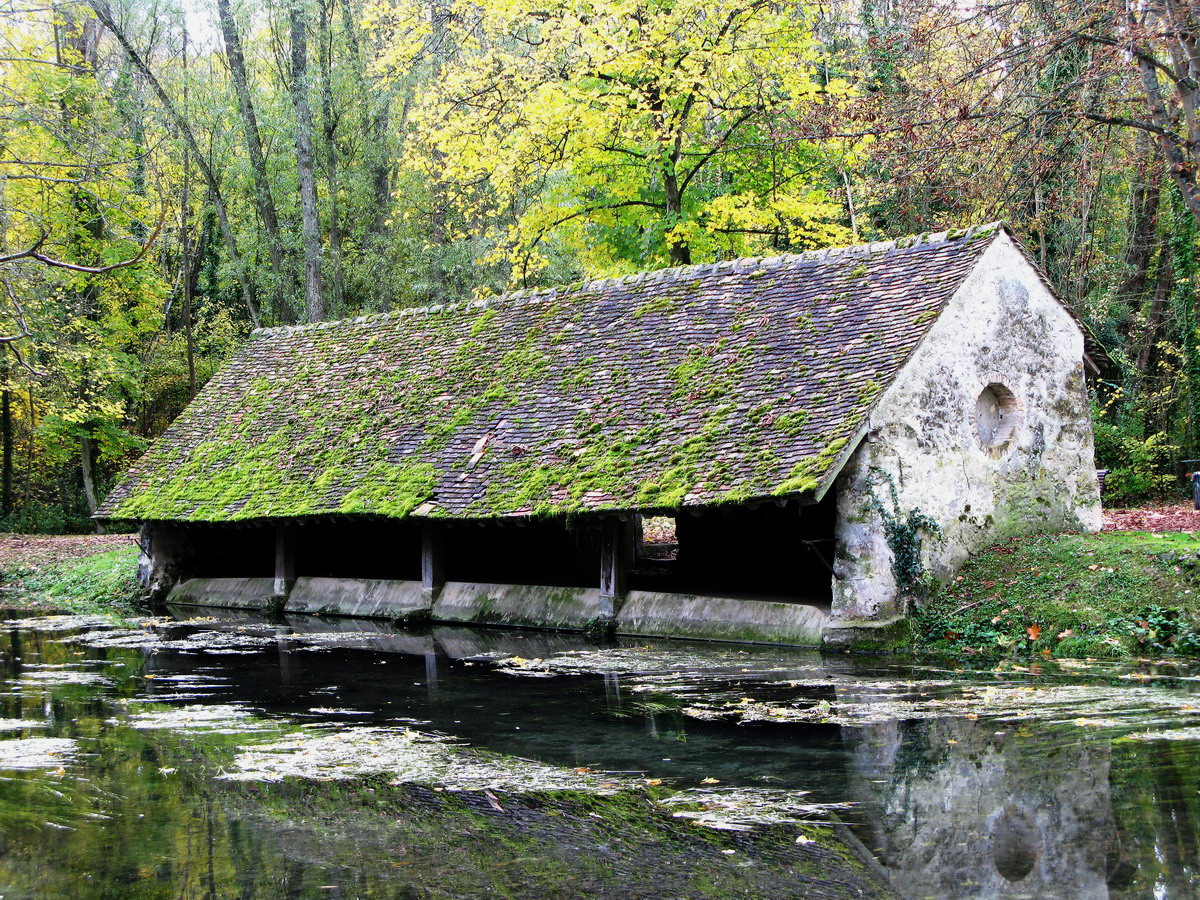
Waschhaus (lavoir)
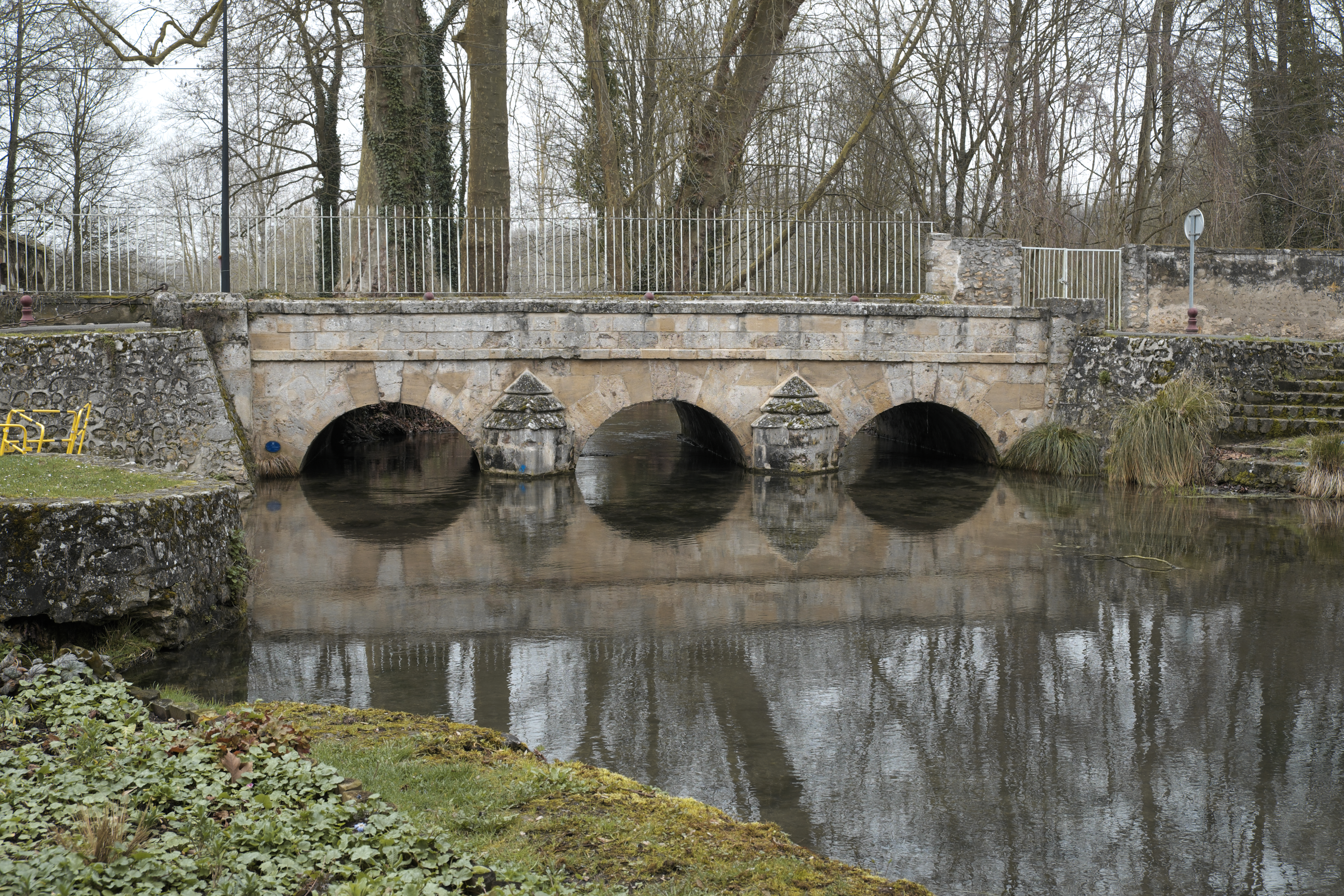
Pont du Moulin

## Persönlichkeiten
- Jean-Louis Bory (1919–1979), Schriftsteller und Filmkritiker
- Alexandre de Laborde (1773–1842), Sohn von Jean-Joseph, Archäologe, Schriftsteller und Politiker, Bürgermeister von Méréville von 1805 bis 1814
- Jean-Joseph de Laborde (1724–1794), Bankier, Erbauer des Schlosses von Méréville